# Piet Fransen (Vlierden)
Piet Fransen (Vlierden, 30 oktober 1919 – Eindhoven, 21 juni 1987) was een Nederlands profvoetballer.

## Loopbaan
Piet Fransen begon zijn voetbalcarrière bij de Sint-Paulus Vereniging (S.P.V.) uit zijn geboorte- en woonplaats Vlierden. Hij kwam via de clubs MULO en SV Deurne uiteindelijk bij PSV.
Bij PSV kreeg hij de bijnaam ‘de Peellandse Reus.’ Diverse voetbalclubs uit het buitenland waren geïnteresseerd in de kwaliteiten van de linkeraanvaller. Een aanbieding van AC Fiorentina weigerde Fransen deze omdat hij in de Peel wil blijven wonen. Op het veld had hij vooral een speciale band met Coen Dillen. Fransen als linksbuiten en Dillen op de rechtsbuitenpositie vormden een gevaarlijk aanvalsduo bij PSV, samen scoorden ze 40 tot 60 doelpunten per seizoen.
Fransen staat op plaats drie van de 'alltime' topscorers van PSV, achter Willy van der Kuijlen en Coen Dillen. Hij speelde van het seizoen 1948/1949 tot en met het seizoen 1959/1960 voor PSV, waarin hij 310 competitiewedstrijden speelde en 210 doelpunten scoorde. In het seizoen 1959/1960 speelde hij zijn laatste wedstrijd voor PSV, hij is dan bijna veertig jaar. In 1950 won hij met PSV de nationale beker en in 1951 werd hij met PSV landskampioen. Fransen was lid van verdienste van PSV.

## Eerste Nederlandse Europacup-doelpunt
Fransen was de eerste Nederlander die een Europa Cup-doelpunt scoorde. Op 21 september 1955 scoorde hij het doelpunt voor PSV in de wedstrijd  tegen Rapid Wien (2 in totaal).

## Erelijst
- Nederlands landskampioen: 1951
- Districts/Afdelingskampioen: 1951, 1954, 1955
- KNVB beker: 1950

## Trivia
Piet Fransen moet niet verward worden met de gelijknamige profvoetballer uit Groningen.